# الخبة (أرحب)

تعديل مصدري - تعديل

الخبة هي إحدى قرى عزلة بني على بمديرية أرحب التابعة لمحافظة صنعاء، بلغ تعداد سكانها 82 نسمة حسب تعداد اليمن لعام 2004.